# Basso (Spaßbad)
Das Basso war ein Schwimmbad in Bad Schmiedeberg. 
Das Basso wurde 1993 als erstes sogenanntes Spaßbad in den neuen Bundesländern eröffnet. Die Kosten werden auf damals 36 Millionen Mark geschätzt. Nach anfänglich hohen Besucherzahlen aus umliegenden Städten wie Leipzig und Wittenberg ging die Nachfrage zurück, als immer mehr Spaßbäder errichtet wurden, zum Beispiel im nah gelegenen Bad Düben. 1999 lief der 2-millionste Besucher durch die Pforte. Nach tiefroten Zahlen wurde es 2002 an einen privaten Investor verkauft. Am 26. September 2003 wurde der 2,5-millionste Besucher durch Landeswirtschaftsminister Horst Rehberger begrüßt. Ende des Jahres musste der Betreiber Insolvenz anmelden. 2009 wurde die Anlage komplett geschlossen, verwahrlost seitdem und wurde Opfer von Metalldieben. Der letzte Besitzer tauchte wegen Steuerschulden ab. 2019 zahlte Bad Schmiedeberg die letzten Raten für den Baukredit ab und beantragte die Zwangsversteigerung des Grundstücks.